# 1991 في اليونان
فيما يلي قوائم الأحداث التي وقعت خلال عام 1991 في اليونان.

## سياسة

### انتهاء فترة المنصب
- 8 أغسطس – درة باكويانيس Undersecretary to the Prime Minister ‏.

## رياضة
- 25 أغسطس – بطولة أوروبا للألعاب المائية 1991

## مواليد

### فبراير
- 14 فبراير – كيلسي بارلو لاعب كرة سلة أمريكي.
- 15 فبراير – باناغيوتيس تاختسيديس لاعب كرة قدم يوناني.

### مارس
- 18 مارس – جورجيوس جورغاكيس لاعب كرة سلة يوناني.
- 18 مارس – ميكاليس بكاكيس لاعب كرة قدم يوناني.

### يونيو
- 14 يونيو – كوستاس مانولاس لاعب كرة قدم يوناني.

### أغسطس
- 14 أغسطس – أندرونيكوس جيزوجيانيس لاعب كرة سلة يوناني.
- 21 أغسطس – ديمي
- 31 أغسطس – بطرس مانتالوس لاعب كرة قدم يوناني.

### أكتوبر
- 1 أكتوبر – ديميتريوس كاتسيفيليس لاعب كرة سلة يوناني.
- 2 أكتوبر – جورجيس كوتروبيس لاعب كرة قدم يوناني.

### ديسمبر
- 28 ديسمبر – فاسيليس كاففاداس لاعب كرة سلة يوناني.